# محمد نعيم ساعي
محمد نعيم محمد هاني ساعي أستاذ الفقه وأصوله وفلسفة التشريع الإسلامي وعضو الاتحاد العالمي لعلماء المسلمين  وعضو مجمع فقهاء الشريعة.

## مولده ونشأته
ولد في اللاذقية عام 1955م ونشأ وتربى في دمشق موطن قرابته لأمه، وعاصر وسمع وانتفع بالبقية الباقية من علمائها وصالحيها وزهادها.
كان لمدرسة مسجد زيد بن ثابت الأنصاري، وأستاذها العلامة المربي الكبير الشيخ عبد الكريم الرفاعي، ومن كان معه من أحبائه وتلاميذه من القراء والفقهاء والسادة الفضلاء أعظم الأثر، وأحسنه في توجيه الدكتور محمد وإرشاده وتعليمه.

## وظائفه
- عضو رابطة العلماء السوريين.
- عضو الاتحاد العالمي لعلماء المسلمين.
- عضو مجمع الفقهاء في أمريكا الشمالية.
- أستاذ الفقه وأصوله وفلسفة التشريع(الجامعة الأمريكية المفتوحة - الولايات المتحدة الأمريكية).
- مشرف على العديد من الرسائل الجامعة في الفقه وعلومه.
- أستاذ محاضر وزائر في الجامعات الأمريكية والكليات والمراكز الإسلامية.
- عمل مستشارا فقهيا للعديد من المراكز والمؤسسات الإسلامية.
- أحد علماء المهجر المعتبرين والفقهاء المعدودين.
- محاضر وخطيب باللغتين العربية والإنجليزية.
- أستاذ الفقه وأصوله بجامعة السلطان قابوس- سلطنة عمان.

## منهجه
له قصب السبق في الدعوة إلى تجديد الإسلام في هذا القرن في مواجهة دعاة التحديث من خلال مؤلفاته ورسائله ومحاضراته، وهو صاحب كتاب الخطاب الديني... بين تحديث الدخلاء وتجديد العلماء.

## مؤلفاته
ألف العديد من الكتب والرسائل في الكتب والرسائل في الفقه والحديث والعقيدة والدعوة، وغيرها من أنواع المعارف الإسلامية، من أهمها:
- الجامع في القواعد و الضوابط و المقاصد الفقهية (للنوازل و القضايا المعاصرة).
- موسوعة مسائل الجمهور في الفقه الإسلامي
- [لقانون.. في عقائد ومذاهب الفرق الإسلامية
- إتحاف المحبين بترتيب رياض الصالحين.
- - المعرفة (قواعدَا إلسالمَ ومعانيَ األحكامَ منَ صحيحَ سيرةَ خيرَاألنام).
- المصحفَ ال واضحَ فيَ التجويدَ (برواية حفصعن عاصم).
- الواضح في أحرف القراءات العشر الملتواترات على رسم المصاحف العثمانية.
- أوجهَ المعانيَ واللغاتَ علىَ أحرفَ القراءاتَ العشرَالمتواتراتز
- فقه السنن.
- الخطاب الديني... بين تحديث الدخلاء وتجديد العلماء.
- أزمة الخليج في ميزان الفقهاء.
- سفر المرأة بدون محرم في ميزان الفقهاء.
- فرنسا تخلع حجاب الحرية والديموقراطية.
- حادثة نيويورك... ((امرأة تخطب وتؤم الرجال يوم الجمعة)).
- شرح حديث: ((إنما الأعمال بالنيات)).
- الدعوة الإسلامية في الغرب... وخطر الانحراف عن منهج النبوة.
- منكرو السنة في ميزان العقل والشرع.
- النقاب ودعاة الاختلاط.
- الرد على كتاب ((حجاب المرأة المسلمة في الكتاب والسنة)).
- الدعوة إلى إباحة الاختلاط... أخطر بدعة اجتماعية تهدد الصف المسلم من داخله.

- ثورة مصر و أخواتها (في موازين الفقهاء و مناهج العلماء). ومن أحدث مؤلفاته: